# Klaudije Klaudijan
Klaudije Klaudijan (latinski: Claudius Claudianus; oko 370. – oko 404.) bio je kasnoantički grčki pjesnik koji je pisao na latinskom, poznat prije svega kao dvorski pjesnik zapadnorimskog cara Honorija. Bio je rodom iz Aleksandrije, a njegovo religijsko opredjeljenje, odnosno je li bio kršćanin ili poganin, nije poznato. U svakom slučaju je oko 395. došao u Rim gdje se istakao panegiricima bogatim i utjecajnim aristokratima i političarima. Vremenom je stekao naklonost vojskovođe Stilihona koji mu je ukazao brojne počasti, a Stilihonova supruga Serena odabrala bogatu suprugu.  
Klaudijan se smatra jednim od najboljih pisaca kasne rimske književnosti, iako je svoj talent prije svega rabio u propagandne svrhe, slaveći Stilihona i pišući pogrdne pjesme na račun njegovih neprijatelja na dvoru istočnog cara Arkadija. One su, međutim, jedan od najvrjednijih povijesnih izvora za to razdoblje. 